# 范瑨
范瑨（1447年—？），字朝珍，浙江嘉興府秀水縣人，民籍，明朝政治人物。

## 生平
成化十九年（1483年）癸卯科浙江鄉試第十四名舉人。弘治三年（1490年）中式庚戌科會試第一百三十名，三甲第六十八名進士。官德平縣知縣。

## 家族
曾祖范仲文；祖父范廷昌；父范麟，遇例冠帶。母王氏。具庆下。弟范璋（贡士）。